# Histoire de monsieur Jabot
 La storia del signor Jabot (Histoire de monsieur Jabot) è una "storia in immagini" dell'illustratore svizzero Rodolphe Töpffer, precursore del fumetto. Fu disegnata e scritta nel 1831 e pubblicata nel 1833 dalla casa editrice Autographié chez J. Freydig, a Ginevra.

## Trama

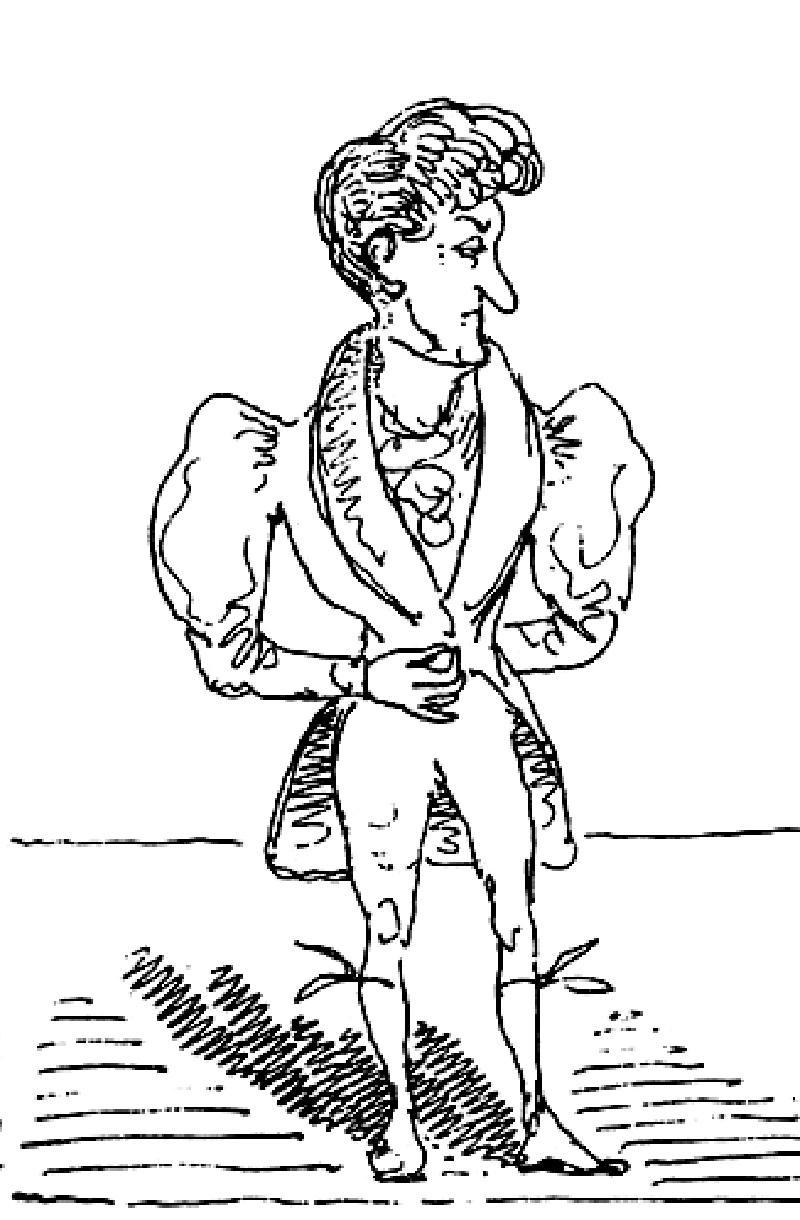
Il signor Jabot

Histoire de Monsieur Jabot, ispirata a Il borghese gentiluomo, raffigura "una sorta di giullare sciocco e presuntuoso che, per entrare nel mondo dell'alta borghesia, ne scimmiotta goffamente i suoi modi".
Determinato a liberarsi una volta per tutte dello status di piccolo borghese, il signor Jabot riesce un giorno a farsi invitare al gran ballo di Madame du Bocage e a convincere sua figlia a ballare la quadriglia con lui, fingendosi un grande danzatore. Tra passi di ballo maldestri e vivaci discussioni con gentiluomini, Jabot conclude la serata felice di avere rimediato cinque questioni d’onore interpretandole come un brillante debutto nell'alta società.
Convenendo nel fatto che l’onore sarà comunque salvato, l’indomani tutti i duellanti e i rispettivi padrini si accordano affiche ci si sfidi con le pistole caricate con molliche di pane. Il tutto si conclude con una colazione e una bevuta riconciliatoria, durante la quale Jabot viene invitato a partecipare a una battuta di caccia e a passare la notte in un hotel vicino. Quella notte, mentre si prepara per andare a letto, la sua veste da camera prende accidentalmente fuoco. Jabot comincia ad esclamare di sentire un certo calore, che scambia per una fiamma d'amore. Nella camera comunicante, la Marchesa de Mirliflor, credendo di essere lei stessa l'oggetto del suo amore, sviene dopo aver sentito uno sparo partito accidentalmente durante il trambusto. La donna crede infatti che il vicino si sia tolto la vita a causa sua.
Spente le fiamme, Jabot apre tutte le finestre e le porte nel tentativo di far dissipare il fumo. Le esalazioni penetrate nella stanza comunicante della marchesa causano uno starnuto di quest'ultima che sveglia di riflesso i cani da caccia di Jabot. Questi, legati al letto dell'uomo, lo trascinano nella camera della vedova, la quale, pensando all'irruzione di un ladro, invoca subito aiuto. Inutile l'intervento dell’albergatore che, scambiato da Jabot per il malvivente denunciato dalla dama, viene scaraventato fuori dalla finestra. L’indomani il malcapitato sporgere denuncia verso ignoti mentre la marchesa scrive un biglietto di ringraziamento e ammirazione verso Jabot che, pensando anche ai futuri titoli nobiliari che potrebbe ottenere, le dichiara il suo amore. Le vicende si concludono con il matrimonio dei due.

## Genesi dell'opera e pubblicazione

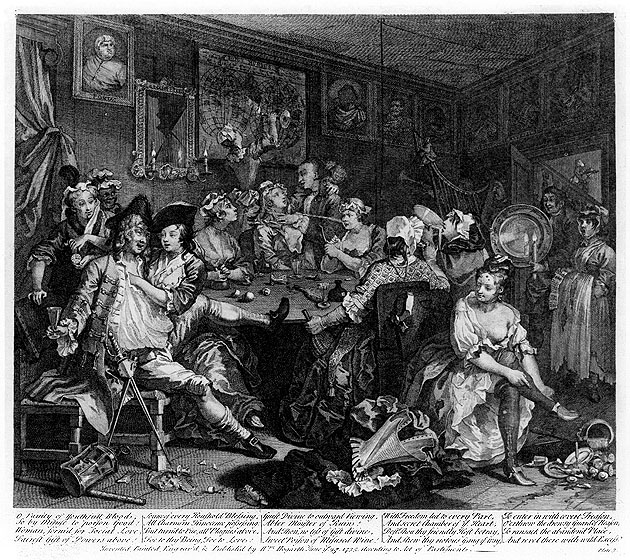
Versione incisa di "The Orgy", terza scena di otto, estratta della serie di quadri Carriera di un libertino. Töpffer prese spunto dalle serie di quadri di W. Hogarth.

Pur non essendo la prima opera scritta da Töpffer (Mr. Jabot è infatti il suo quinto o sesto personaggio, dopo Vieux Bois, Festus, Trictrac, Cryptogame e Pencil), Histoire de monsieur Jabot fu la prima delle sue storie in immagini a essere pubblicata. Concepita nel 1831, fu stampata a Ginevra nel 1833 in 300–500 copie. La sua prima opera di questo genere, Histoire de M. Vieux Bois, ideata già nel 1827, fu pubblicata solo in seguito, nel 1837 in Europa e nel 1842 negli Stati Uniti con il titolo The Adventures of Obadiah Oldbuck. Il buon successo ottenuto con M. Jabot spinse Töpffer a proseguirne la diffusione.
Sono in molti a considerare l'autore ginevrino il primo vero fumettista.. Con queste opere Töpffer diede vita a un nuovo genere miscelando letteratura, capacità artistiche e altre abilità. Nell’inventare questo nuovo genere, Töpffer si ispirò alle celebri “serie” narrative di William Hogarth, che già a metà del Settecento raccontava storie complete attraverso sequenze di immagini. Un’influenza diretta che risale alla sua adolescenza, quando, a diciassette anni, ricevette dal padre Adam Wolfgang Töpffer — pittore e caricaturista — le stampe di Matrimonio alla moda e La carriera di un libertino, appena rientrato da un viaggio. Del fumetto Töpffer è stato anche il primo teorico, mostrando una certa consapevolezza della natura nuova del suo mezzo espressivo :
(Articolo su Bibliothèque universelle de Genève (t9, maggio 1837))
Pur essendo consapevole di star inventando un nuovo genere, mai avrebbe pensato che questo avrebbe avuto in futuro una tale importanza o tanto meno che fosse in grado di veicolare un qualche messaggio di reale valore. Lo stesso autore fu inizialmente titubante nel pubblicare quelle che lui definiva “sciocchezze”, considerate solamente il passatempo frutto di un insegnante annoiato. Il suo timore era quello che, quando sarebbe diventato professore universitario, gli accademici e i componenti dell’alta classe ginevrina le avrebbero considerate inadeguate per un uomo della sua levatura. Proprio come le sue opere teatrali, queste creazioni non erano concepite per essere pubblicate. Fu un amico comune, Frédérique Soret, a trasmettere nel 1831 a Johann Wolfgang von Goethe le storie di Mr. Jabot e Mr. Cryptogame e alcune storie di viaggio. Goethe disse:  « È davvero divertente! È scintillante di verve e spirito! Alcune di queste pagine sono incomparabili. Se, in futuro, scegliesse un argomento un po' meno frivolo e diventasse ancora più conciso, avrebbe fatto cose oltre l'immaginazione ». Neanche l’importante encomio di Goethe cambiò questo suo pensiero. Infatti fu solo in seguito al successo riscosso anche tra i familiari e gli amici lo convinse presto a ritenere che queste potessero essere apprezzate anche dagli adulti. Il pubblico originale a cui erano destinate queste opere, infatti, era composto da rampolli adolescenti di famiglie raffinate, adolescenti capaci di apprezzare la satira sociale e politica, batture e irriverenze, e ogni altra forma di ribellione naturale a quel periodo della vita, ma allo stesso tempo amavano la semplicità e le sciocchezze. Töpffer, come pedagogo, disegna prima le sue storie per il suo piacere personale e quello dei suoi studenti.
Negli anni successivi altre sei storie verranno pubblicate: Monsieur Crépin (1837), Les Amours de M. Vieuxbois (1839), Monsieur Pencil (1840), Le Docteur Festus (1840), Histoire d'Albert (1845) e Histoire de M. Cryptogame (1845), e l'autore divenne molto noto per le sue "histoires en images". Dopo la morte di Töpffer, furono antologizzate nella serie di volumi intitolati Histoires en Estampes.

### Riedizione francese
L'innovativa tecnica di stampa utilizzata da Töpffer, la litografia autografa, per quanto pratica e capace di preservare la spontaneità del tratto, imponeva di ridisegnare completamente l’opera a ogni ristampa. Ciò spiega perché le varie edizioni delle sue opere presentino differenze, talvolta anche sostanziali, soprattutto dopo la morte dell’autore, avvenuta nel giugno del 1846. Già in vita, tuttavia, alcune variazioni non dipendevano unicamente dal ridisegno effettuato da Töpffer stesso, ma anche dall’intervento del suo discepolo e collaboratore Cham. Sebbene non abbia mai lavorato a riedizioni ufficiali di M. Jabot, nel 1839 realizzò una versione contraffatta per l’editore parigino Aubert, così come fece anche per Crépin e Vieux Bois. Il suo rapporto di filiazione e omaggio verso Töpffer è ben evidente anche nei titoli delle sue opere, che ne riprendono la struttura e lo spirito: M. Lajaunisse, M. la Mélasse, M. Vertpré.
Degna di nota è la riedizione francese del 1860, nella quale testi e disegni furono modificati sotto la direzione di François Töpffer, figlio di Rodolphe Töpffer. Rispetto alla prima edizione stampata a Ginevra nel 1833, la nuova versione pubblicata a Parigi dall’Imprimerie Caillet presenta un tratto più deciso e leggibile e differenze significative nel disegno di due tavole in partiolare. Tuttavia, data la notevole maestria e l’alta fedeltà all’originale (il lettering e il disegno restano estremamente fedeli all’originale - le differenze più evidenti e ricorrenti riguardano la forma delle lettere "d" e i tratti di ombreggiatura a tratteggio), alcuni studiosi hanno ipotizzato che le poche ma sostanziali modifiche apportate alle tavole a pagina 8 e 27 si basino su manoscritti corretti dallo stesso Rodolphe Töpffer. La copertina in calicò rosso di questa edizione riporta come immagine una rivisitazione della pagina 3 dell'edizione originale (vedi immagine sopra), la cui copertina appariva come una generico cartonato senza alcun titolo o immagine.

## Stile e tecnica
Le tavole si compongono di una sequenza di immagini e relative didascalie. L'utilizzo delle classiche nuvolette di testo conoscerà ampia diffusione e sviluppo soltanto con le strisce comiche dei quotidiani del primo novecento. Nel saggio Capire il fumetto, il teorico Scott McCloud afferma che Töpffer è considerabile per diversi aspetti "il padre del fumetto moderno". McCloud sottolinea come Töpffer faccia già uso di "figure caricaturali e bordi di vignetta" e che nelle sue opere venga applicata "la prima combinazione interdipendente tra parole e immagini mai vista in Europa".
Töpffer descrive le sue vignette come un mezzo pensato principalmente per i ragazzi, adatto quindi a contesti informali. Lo stile spontaneo e leggero delle sue opere riflette bene questa impostazione: non erano infatti concepite per la pubblicazione, ma come divertimenti giocosi da condividere con amici intimi oppure per il proprio piacere personale e quello dei suoi studenti.
Per Töpffer, condividere il proprio stile personale era fondamentale, e in quest’ottica la scelta della litografia autografa fu di vitale importanza. Inventata da Alois Senefelder, questa tecnica consentiva di scrivere e disegnare direttamente su una speciale carta autografica con un inchiostro grasso, senza dover incidere lastre metalliche o ricorrere a caratteri tipografici. A differenza delle tecniche incisorie tradizionali, che richiedevano la realizzazione speculare del disegno, l’autografia permetteva di operare nel verso corretto, facilitando il lavoro dell’autore. Inoltre, eliminava la necessità di affidarsi a tipografi o incisori professionisti, che avrebbero potuto alterare la spontaneità del tratto. Questo procedimento garantiva una riproduzione fedele dell’originale, preservandone la vivacità e l’espressività, in netto contrasto con la rigidità e l’uniformità della stampa convenzionale. Questo è ancor più evidente nelle incisioni delle opere Voyages en zigzag (1843) e Nouveaux voyages en zig-zag (postumo), nei quali gli schizzi del ginevrino  furono spesso rielaborati da incisori professionisti, i quali — pur abili — finivano per snaturarne il suo tratto sintetico ed espressivo.

## Influenza e ricezione internazionale
In Francia, già nel 1839, Charles Amédée de Noé, noto con lo pseudonimo di Cham, realizzò versioni contraffatte delle opere di Rodolphe Töpffer per l’editore parigino Aubert, tra cui Jabot, Crépin e Vieux Bois. Nello stesso anno, sempre per Aubert & Cie di Charles Philipon, concepì e pubblicò anonimamente Histoire de Mr. Lajaunisse, considerato il primo albo a fumetti francese: una storia per immagini sequenziali chiaramente ispirata al modello narrativo di Töpffer. Cham collaborò anche con Töpffer, ridisegnando Mr. Cryptogame per la pubblicazione sul settimanale L'Illustration. Pur abbellendone i disegni, ne alterò profondamente lo stile, soprattutto nella spontaneità del tratto e nell’orientamento della lettura.
Nel 1846, anno della morte di Töpffer, fu pubblicata una riedizione bilingue (francese/tedesco) delle sue prime sei opere — inclusa Mr. Jabot — dalle librerie J. Kessmann (Ginevra) e B. Hermann (Lipsia). Quest'edizione influenzò profondamente gli autori tedeschi, in particolare Wilhelm Busch, il cui Max und Moritz ispirò a sua volta Rudolph Dirks, emigrato negli Stati Uniti e creatore nel 1897 dei The Katzenjammer Kids, noti in Italia come Bibì e Bibò..
Le opere di Töpffer vennero tradotte in molte lingue europee, tra cui danese, norvegese, svedese, tedesco, olandese e inglese. In Inghilterra, la casa editrice Tilt & Bogue pubblicò i Histoire de Mr. Jabot con il titolo The Comical Adventures of Beau Ogleby (1945), ma la prima opera ad essere tradotta fu Amours de Monsieur Vieux Bois ("The Adventures of Mr. Obadiah Oldbuck", 1840–41). Questa viene accreditata anche come il primo fumetto in lingua inglese. Nel 1944 fu tradotto anche Cryptogame ("The Adventures of Bachelor Butterfly").
Le edizioni inglesi giocarono un ruolo decisivo nella diffusione delle opere di Töpffer negli Stati Uniti, dove furono ripubblicate senza autorizzazione. The "Adventures of Mr. Obadiah Oldbuck" (dal Vieux Bois) apparve nel 1842, seguito nel 1846 da "The Adventures of Bachelor Butterfly" (dal Cryptogame), entrambi editi da Wilson & Company e successivamente da Dick & Fitzgerald. Al contrario, non si hanno prove di una pubblicazione americana, nemmeno pirata, di Histoire de M. Jabot. L’opera di Rodolphe Töpffer ebbe un’influenza decisiva sul fumetto americano. Il supplemento di Brother Jonathan trasformò l'aspetto di "Obadiah Oldbuck" (Vieux Bois), convertendo il tradizionale piccolo formato oblungo rilegato europeo, tipico di Töpffer (circa 23 cm di larghezza per 12 di altezza, con una sola striscia di vignette per pagina), in un formato più simile a una rivista brossurata (21 cm di larghezza per 27,5 di altezza), che includeva due o più vignette per pagina. Nonostante l'assenza di colore e di balloon di testo, questo formato era molto simile all'aspetto che avrebbero assunto i comic book 91 anni più tardi. Oltre al formato, l’opera del maestro ginevrino influenzò profondamente anche il modello narrativo dei primi fumetti americani: l’uso della sequenza di immagini accompagnate da testo esplicativo e lo stile grafico furono direttamente ripresi nei primi album statunitensi. Queste influenze sono evidenti in opere come Journey to the Gold Diggins (realizzato dai fratelli James A. e Donald F. Read e pubblicato nel 1849, considerato uno dei primi romanzi grafici americani) e The Wonderful and Amusing Doings by Sea and Land of Oscar Shangai, che arrivarono a plagiare sequenze delle sue opere.

### Un riconoscimento tardivo
All'inizio del XX secolo, Töpffer rimase abbastanza noto, come testimonia l'adattamento di Les Amours de M. Vieux Bois in un cartone animato nel 1920. Il film non ottenne una vasta notorietà al di fuori della Svizzera all'epoca, ma la sua presenza a Ginevra fu eccezionalmente duratura. Tuttavia, in seguito fu relativamente dimenticato o minimizzato il suo contributo, con i fumetti che presero una direzione più rigida e accademica (come con Christophe, che tuttavia rivendica apertamente l'influenza di Töppfer, o con Joseph Pinchon), e fu riscoperto solo negli anni '70. 
Alcuni studiosi ne hanno comunque riconosciuto il ruolo centrale. Già nel 1933, William Murrell segnalò la presenza delle edizioni pirata nel suo History of American Graphic Humor. Nel 1947, Hellmut Lehmann-Haupt identificò le opere di Töpffer come gli "autentici inizi del fumetto moderno". 
Fu comunque Jerry Robinson, in The Comics (1974), a definirlo l’inventore della storia per immagini, capace di fondere disegno e narrazione in un nuovo linguaggio. Più recentemente, studiosi come Rick Marschall, David Kunzle (con un importante capitolo su Töpffer) e Scott McCloud (che lo ha definito il "padre del fumetto moderno") hanno contribuito a una rivalutazione della sua opera, ridefinendo le vere origini del fumetto oltre il mito di The Yellow Kid.